# Criminal (песня Бритни Спирс)
«Criminal» (рус. «Преступник») — четвёртый и последний сингл популярной американской певицы Бритни Спирс для альбома Femme Fatale. Релиз сингла был объявлен 29 августа, самой певицей, в интервью после церемонии VMA 2011. Песня была написана Максом Мартином, Шелбэком и Тиффани Амбер, а спродюсирована, как и её предыдущий сингл, Максом Мартином и Шелбэком. «Criminal» — гитарная песня среднего темпа, включающая мелодию флейты стиля фолк. В песне говорится о девушке, которая влюблена в преступника. В основном, песня получила положительные отзывы критиков, которые отметили её натуральную и освежающую мелодию, по сравнению с остальными песнями в альбоме.

## Создание
Вокал для песни был записан в студии «Maratone» в столице Швеции, Стокгольме. До релиза песня была зарегистрирована в BMI под названием «In Love With a Criminal». Второго марта, за месяц до выпуска альбома, Спирс выложила на своем профиле в Твиттер семнадцати-секундный отрывок, назвав песню одной из своей любимых. Пятого августа Спирс разместила на своей странице в фэйсбуке опрос, спрашивая фанатов, какую песню из «Criminal», «Inside Out» и «(Drop Dead) Beautiful» делать синглом. «Criminal» победил в голосовании с большим отрывом.

## Отзывы критиков
В целом, отзывы на «Criminal» оказались положительными. Эндрю Лихи из The Washington Times сказал, что песня — перезапись «Papa Don’t Preach» Мадонны с изменением основной тематики с подростковой беременности на подростковую преступность. Роберт Копси из Digital Spy отметил, что хоть песни альбома и написаны на одну тематику, многие из них содержат свою изюминку, как, например, отголоски языческих мотивов в музыке флейты песни «Criminal». Журналист из Los Angeles Times отметил, что флейта и неловкие переходы между роком и балладой напоминают раннее творчество Мадонны или же АББЫ. Сайт Samesame.com.au отметил, что после одиннацати скучных компьютерных треков-бипов, было приятно услышать балладу среднего темпа со звуками гитары. Женевьев Коски из The A.V. Club заявил, что в альбоме певицы находятся не только «танцевальные наркотики» и песни «Inside Out», «Till the World Ends» и «Criminal» разбавляют однообразие синтезатора и басов.
Натали Шоу из BBC Online прокомментировала «Criminal» как песню, которая полностью отличается от всего остального альбома своим сказочным флейтовым напевом. Томас Корнер из Chicago Sun-Times назвал «Inside Out» и «Criminal» скучными проходными треками среднего темпа. Энди Гилл из The Independent сказал, что альбом скорее искусственный, чем природный и «Criminal» может удивить простого слушателя неожиданностью появления песни, начинающуюся с живых звуков флейты и гитары стиля фолк. Эван Сади из PopMatters заметил, что подобравшись к финальному треку альбома, мы слышим, что Спирс влюблена в человека, убивающего только ради удовольствия и веселья — роковой недостаток альбома становится очевидным: мировоззрение Спирс полностью самовлюбленно.

## Положение в чартах
После трех успешных синглов альбома Femme Fatale, четвёртый сингл не смог повторить успех на родине певицы, не попав даже в ТОП-50 национального чарта США, побывав лишь на 55-й позиции, однако в целом по миру песня имела некоторый успех, добравшись до 8-й строчки в Бельгии, 13-й в Финляндии и Франции, 16-й в Канаде.
Ещё до выпуска альбома, песня попала в международный чарт Южной Кореи на 55-ю строчку, затем поднявшись до 51-й.
| Чарт (2011)                                | Наивысшее место |
| ------------------------------------------ | --------------- |
| Бельгия/Фландрия (Ultratip Bubbling Under) | 8               |
| Бельгия/Валлония (Ultratop 50)             | 28              |
| (Billboard Hot 100)                        | 61              |
| (Billboard Hot Pop Songs)                  | 9               |
| (Canadian Hot 100)                         | 16              |
| Чехия (Rádio — Top 100)                    | 23              |
| Дания (Tracklisten)                        | 39              |
| (Suomen virallinen lista)                  | 11              |
| Франция (SNEP)                             | 13              |
| Russian Airplay Chart                      | 6               |
| Словакия (Rádio — Top 100)                 | 19              |
| (Международный Чарт) (GAON)                | 51              |
| Швеция (Sverigetopplistan)                 | 36              |
| Швейцария (Schweizer Hitparade)            | 33              |
| Billboard Hot 100                          | 55              |
| Pop Songs (Billboard)                      | 19              |

## Видеоклип
В интервью MTV News, сразу после VMA 2011, Бритни сказала, что основной задачей видеоклипа на «Criminal» будет просто сделать его интересным.
В клипе показана жизнь совместная Бритни и преступника. Показаны постельные сцены, ограбление магазина. Кончается эта история побегом от полиции.

## Создатели
| Запись - Записано в студии Maratone, Стокгольм, Швеция - Сведение сделано в студии MixStar, Вирджиния Бич, Вирджиния |

Участники записи
| - Бритни Спирс — вокал и бэк-вокал - Макс Мартин — автор песни, продюсер и клавиши - Shellback — автор песни, продюсер, гитара, клавишные и бас - Тиффани Амбер – автор текста | - Чау Пан — бэк-вокал - Джон Хэйнс — звукоинженер - Тим Робертс — звукоинженер - Сербан Генеа — микширование |